# Néstor Zeledón Varela
Néstor Zeledón Varela (Guadalupe, 4 de junio de 1903 - San José, 14 de julio de 2000) fue un escultor costarricense. Es uno de los escultores más renombrados de la llamada Generación del Treinta, Generación Nacionalista o Nueva Sensibilidad, junto a Francisco Zúñiga y Juan Manuel Sánchez.

## Vida y obra
Zeledón Varela se crio en un hogar campesino, donde las costumbres de la época le impedían desarrollar su sensibilidad artística, hasta que, debido a su constante interés por la escultura, fue enviado por su padre al taller de imaginería en Heredia de Manuel María Zúñiga, padre de Francisco Zúñiga. Así, iniciado en los talleres de imaginería, su arte se caracterizó principalmente por la escultura de arte religioso en bulto o en relieve, con destacadas obras como la imagen de San Pedro ubicada en la Parroquia San Isidro Labrador.
En la década de 1930, junto a Zúñiga y Sánchez, Varela formó parte de la Nueva Sensibilidad, grupo que es considerado fundamental en la historia del arte nacional, dado que va a dar un impulso inusitado a la escultura costarricense, vinculándola a su pasado prehispánico y lanzándola a la búsqueda de nuevos lenguajes. La Nueva Sensibilidad es el grupo iniciador de un cambio en la escultura costarricense, al desligarse de la imaginería religiosa y la escultura académica predominantes en la época, expresando la identidad cultural del país mediante la reinterpretación de la estética precolombina en esculturas contemporáneas. Estos escultores cambiaron el mármol por el uso de materias nativas como la piedra o la madera, utilizando la fauna nacional como eje temático (como lo hacía la escultura indígena prehispánica), sintetizando las formas y dejando las superficies sin pulir.
En lo que se refiere a la escultura laica, Zeledón también se destacó por el tema de la animalística, en la cual realizó una vasta creación entre las que destacan Puma (sin fecha, madera, talla directa), y su obra más celebrada, Leona Marina (sin fecha, 68 x 33 x 125, madera, talla directa). También se preocupó para preservar la escultura lítica, permitiendo que no se perdiese la técnica escultórica heredada del pasado prehispánico. Entre sus obras talladas en piedra destaca el Monumento al sabanero, ubicado en Liberia, Guanacaste.
Néstor Zeledón Varela es el padre del también renombrado escultor Néstor Zeledón Guzmán.